# Wieczerza w Emmaus (1601)
Wieczerza w Emmaus – pierwszy obraz w tej tematyce autorstwa barokowego malarza włoskiego Caravaggia pochodzący z 1601 roku.

## Historia i opis obrazu
Obraz został namalowany w 1601 roku na zlecenie mecenasa malarza Ciriaca Mattei (1542–1614). Z kolekcji Mattei dzieło trafiło w posiadanie kardynała Scipione Borghese, pozostając w kolekcji Borghese w Rzymie do początku XIX wieku. Do londyńskiej galerii obraz nabyto w 1839 roku.
Tematem przewodnim jest epizod z Ewangelii św. Łukasza (24, 13-32) opowiadający o dwóch uczniach Jezusa idących do wsi Emaus w pobliżu Jerozolimy i ich spotkaniu oraz prowadzonej podczas drogi długiej rozmowy z nieznajomym; rozmowa dotyczyła ostatnich wydarzeń, jakie zaszły w Jerozolimie, a więc męki i śmierci Jezusa oraz niewyjaśnionego zniknięcia jego ciała. Spotkanie zakończyło się wspólną wieczerzą, podczas której pielgrzymi rozpoznali w nieznajomym postać Jezusa, gdy ten błogosławił spożywany pokarm. Caravaggio scenę tę uchwycił z wielkim naturalizmem łącząc ją jednocześnie ze sceną Ostatniej Wieczerzy i ustanowienia sakramentu Eucharystii. Za swoje dzieło otrzymał wynagrodzenie 150 skudów.
Na obrazie malarz przedstawił dwóch pielgrzymów w starych poszarpanych szatach. Jeden z nich ma przypiętą muszlę, symbol pielgrzyma. Jego ręce są rozpostarte wzdłuż krawędzi stołu nadając wrażenie bliskości i ingerencji lewej ręki w przestrzeń widza. Takie samo wrażenie sprawiają łokcie drugiego pielgrzyma i stojący na krawędzi koszyk z owocami. Te pochodzą z różnych pór roku, a niektóre są nadjedzone przez robaki, być może symbolizujące grzech i śmierć Jezusa oraz ostateczne nad nimi zwycięstwo. Chrystus z obrazu nie posiada brody, co może świadczyć o wzorowaniu się malarza na postaci Jezusa z dzieła Michała Anioła Sąd Ostateczny, znajdującego się w Kaplicy Sykstyńskiej.
Pięć lat później, w 1606 roku, Caravaggio namalował drugi obraz o tym samym tytule Wieczerza w Emaus, znajdujący się obecnie we włoskiej Pinakotece Brera.